# Economia de la República Dominicana
L'economia de la República Dominicana va dependre durant molts anys de l'exportació de sucre, cafè i tabac, però ens últims anys el sector de serveis va superar l'agricultura com la principal font d'ocupacions del país. El turisme es va convertir en una font important d'ingressos des de mitjan anys noranta. L'any 2000 el turisme va representar ingressos de més de 1000 milions de dòlars, mentre que ho envio de divises de part dels dominicans residents nels Estats Units, Europa i Puerto Rico representa més de 2000 milions de dòlars. El país és molt dependent dels Estats Units: gairebé 40% de les importacions i 60% de les exportacions tenen com a client aquell país. L'enviament de diners per dominicans que resideixen en l'estranger representa gairebé 1/10 del PIB nacional. El seu banc central és el Banc central de la República Dominicana.